# Девід Ліптон
Девід Ліптон (англ. David Lipton, народився 9 листопада 1953) — американський економіст, який обіймав посаду виконуючого обов'язки директора-розпорядника Міжнародного валютного фонду з 2 липня 2019 року після призначення Крістін Лагард президентом Європейського центрального банку до призначення Крісталіни Георгієвої. в офісі 01.10.2019р. До цього Ліптон з вересня 2011 року обіймав посаду першого заступника директора-розпорядника МВФ. Про Ліптона згадували та брали інтерв’ю в численних виданнях, зокрема The Financial Times, Euromoney, Bloomberg News, і The Guardian.

## Життя і творчість
Девід Ліптон народився 9 листопада 1953 року в Бостоні, штат Массачусетс. Він отримав ступінь бакалавра в Уесліанському університеті в 1975 році, а потім отримав ступінь доктора філософії з економіки в Гарвардському університеті в 1982 році під керівництвом Джеффрі Сакса. Потім він почав працювати в Міжнародному валютному фонді, після чого приєднався до Джеффрі Сакса, консультуючи уряди країн з перехідною економікою, таких як Росія, Польща та Словенія, також часто пишучи на цю тему. Згодом він почав працювати в адміністрації Клінтона в 1993 році заступником міністра фінансів з міжнародних справ, з цієї посади він працював над азійською фінансовою кризою. Залишивши державний сектор, Ліптон приєднався до хедж-фонду (Moore Capital Management), а потім перейшов у Citibank, де він став керівником глобального управління ризиками в країні.
До приходу в МВФ Девід Ліптон працював спеціальним помічником президента Барака Обами, а також був членом Національної економічної ради та Ради національної безпеки Білого дому.
У 2021 році Ліптона було призначено старшим радником міністра фінансів Джанет Йеллен, який займався політичною роботою з союзниками США та працював із самітами G7 і G20.